# Meyers Konversations-Lexikon
 Meyers Konversations-Lexikon foi uma das principais enciclopédias alemãs que existiu em várias edições desde 1839 até 1984, quando se fundiu com a Brockhaus Konversations-Lexikon.
Joseph Meyer (1796-1856), que tinha fundado a editora Bibliographisches Institut em 1826, destinava-se a emitir uma enciclopédia universal significava para um amplo público: pessoas que tinham um conhecimento geral bom como empresários, técnicos e académicos, considerando obras contemporâneas como as de Pierer e Brockhaus como superficiais ou obsoletas.

## Primeira edição

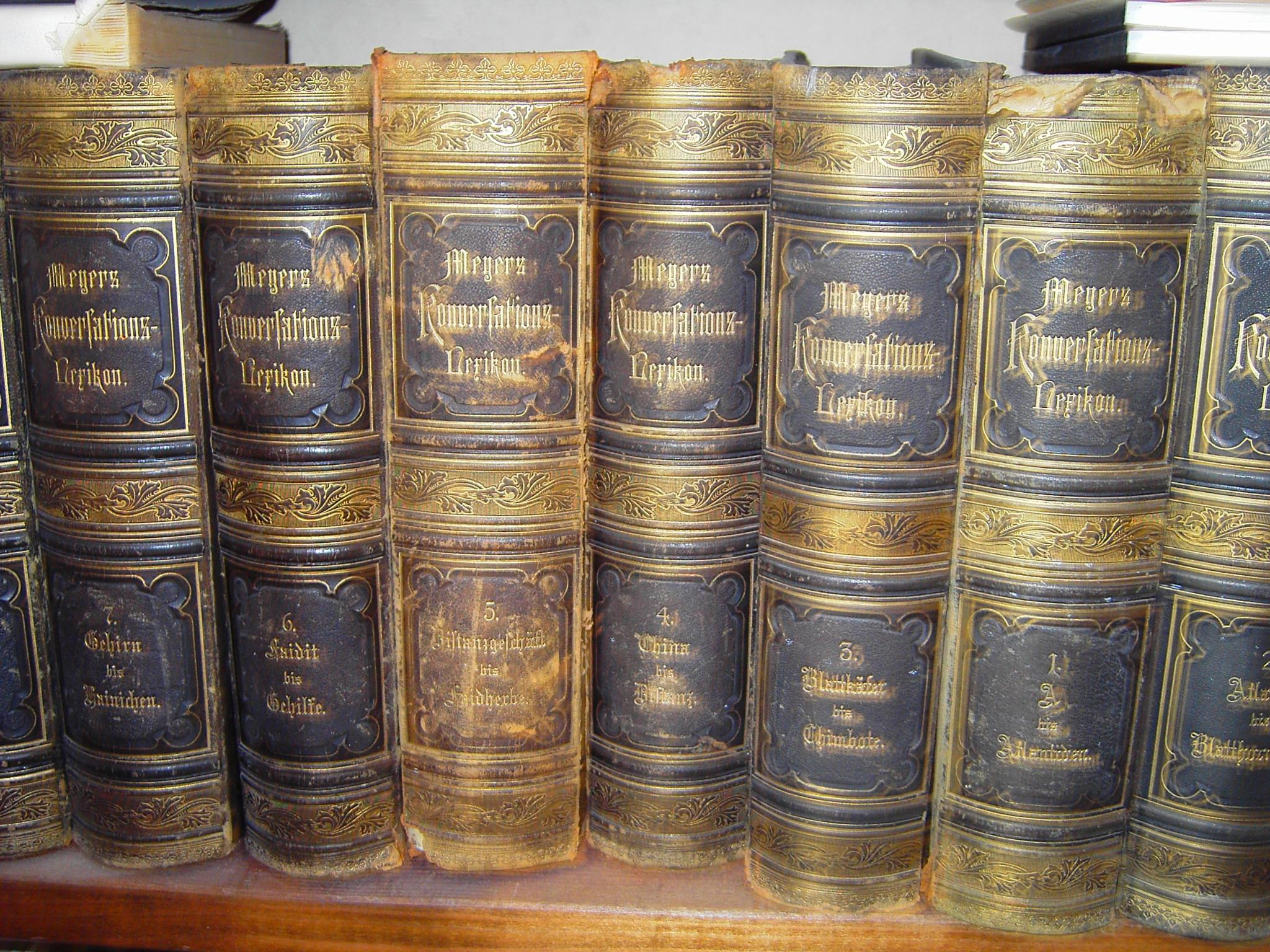
Volumes da 4.ª Edição (1885).

A primeira parte de das Conversations Grosse-Lexikon für die gebildeten Stände ("Grande enciclopédia para as classes educadas") surgiu em outubro de 1839. Em contraste com os seus contemporâneos, esta continha mapas e ilustrações.
Não há indicação do número previsto de volumes ou um limite de tempo para este projeto, mas muito pouco foi feito pela outra dinâmica de Meyer. Após seis anos, 14 volumes tinham aparecido, abrangendo apenas um quinto do alfabeto. Outros seis anos se passaram antes do último (46.º) volume publicado. Seis volumes suplementares terminaram o trabalho em 1855. Em última análise, os 52 volumes foram concluídos tornando-se a mais completa enciclopédia alemã do século XIX, também chamada de der Wunder-Meyer ("A Maravilhosa Meyer"). O conjunto completo foi reimpresso em 1858-59.

## Depois das edições
O filho de Joseph Meyer, Hermann Julius (1826-1909), publicou a próxima edição (que é oficialmente a primeira), intitulada Neues Conversations-Lexikon für alle Stände, entre 1857-60, que só continha 15 volumes. Para evitar um projeto de longo prazo, prometeram que seria concluída dentro de três anos, e todos os volumes apareceram mais tarde no prazo combinado.

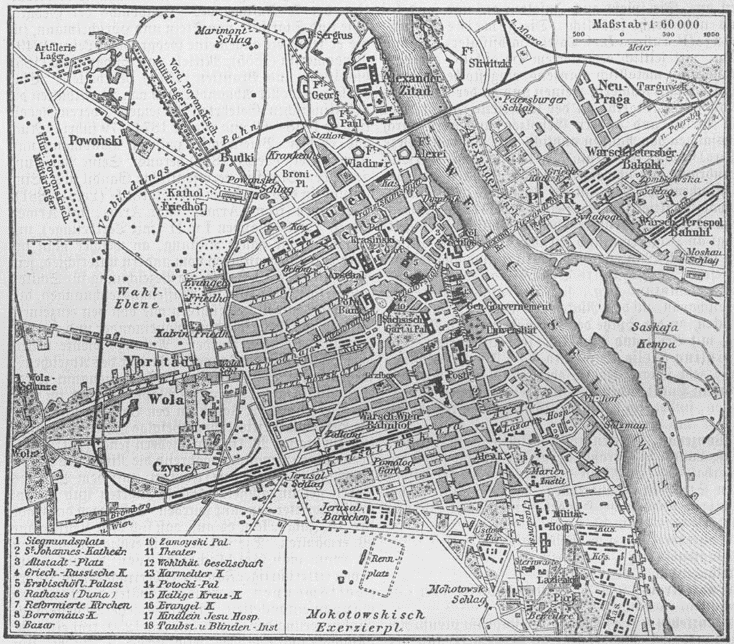
Mapa de Varsóvia a partir da edição de 1888.

A 2.ª edição, Neues Konversations-Lexikon, ein Wörterbuch des allgemeinen Wissens, apareceu em 1861-67; a 3.ª edição, já a partir de Leipzig, foi publicada como Konversations-Meyers Lexikon. Eine Encyklopädie des allgemeinen Wissens, entre 1874 e 1878; ambas tinham 15 volumes.
A 4.ª edição, composta de 16 volumes, apareceu em 1885-90, e a 5.ª edição, com 17 volumes, Meyers Konversations-Lexikon. Ein Nachschlagewerk des allgemeinen Wissens, entre 1893 a 1897. Esta edição vendeu 233.000 unidades. (Wikimedia Commons tem a 4.ª edição com mais de 16.400 imagens guardadas como páginas; ver ligações externas).
A 6.ª edição, intitulada Meyers Großes Konversations-Lexikon, foi publicada entre 1902-08. Tinha 20 volumes, e foi a que conseguiu maiores vendas em relação a todas as edições de Meyer, com 240.000 conjuntos. A Primeira Guerra Mundial impediu um sucesso ainda maior.

### Guerra Mundial e a destruição
As 7.ª e 8.ª edições foram chamadas de Meyers Lexikon. A 7.ª edição continha apenas 12 volumes, devido à depressão económica dos anos vinte. Ela apareceu entre 1924 e 1930. A 8.ª edição permaneceu incompleta devido às circunstâncias da guerra (entre 1936-42, apenas os volumes 1-9 e 12 dos 12 programados foram editados). Devido à censura nazista, também tem sido chamada de "der Braune Meyer" ("O castanho Meyer", sendo a cor castanha associada com os nazistas).
Os edifícios da empresa foram completamente destruídos pelos bombardeamentos em Leipzig em 1943-44 e a própria empresa desapropriada em 1946, sem compensação. Em 1953, a sede da empresa foi transferida para Mannheim na Alemanha Ocidental (Bibliographisches Institut AG); permaneceu em Leipzig o VEB Bibliographisches Institut.

### 9.ª edição e Neues Lexikon
A 9 ª edição, já a partir de Mannheim, intitulada Enzyklopädisches Meyers Lexikon in 25 Bänden, apareceu em 1971-79. Assim como a primeira, esta última edição foi a mais completa enciclopédia alemã do século.
De Leipzig veio a Meyers Neues Lexikon (1961-64, 8 volumes; 2.ª edição 1971-78, 18 volumes), embutida na ideologia marxista.

## União com Brockhaus
Em 1984, o Bibliographisches Institut em Mannheim junto-se com o seu maior concorrente em livros de referência, FA Brockhaus de Wiesbaden, chamado de "Elefantenhochzeit" (casa,mento elefante). Ciente de que o novo programa da empresa de não fornecer espaço para duas obras similares desta magnitude, a grande série de referência das obras provenientes de Mannheim passaram a ser comercializadas sob o nome de Brockhaus.